# Архангельский, Александр Андреевич
Алекса́ндр Андре́евич Арха́нгельский (11 (23) октября 1846, село Старое Тезиково, Пензенская губерния — 16 ноября 1924, Прага) — русский хоровой дирижёр и композитор. Заслуженный артист Республики (1921).

## Биография

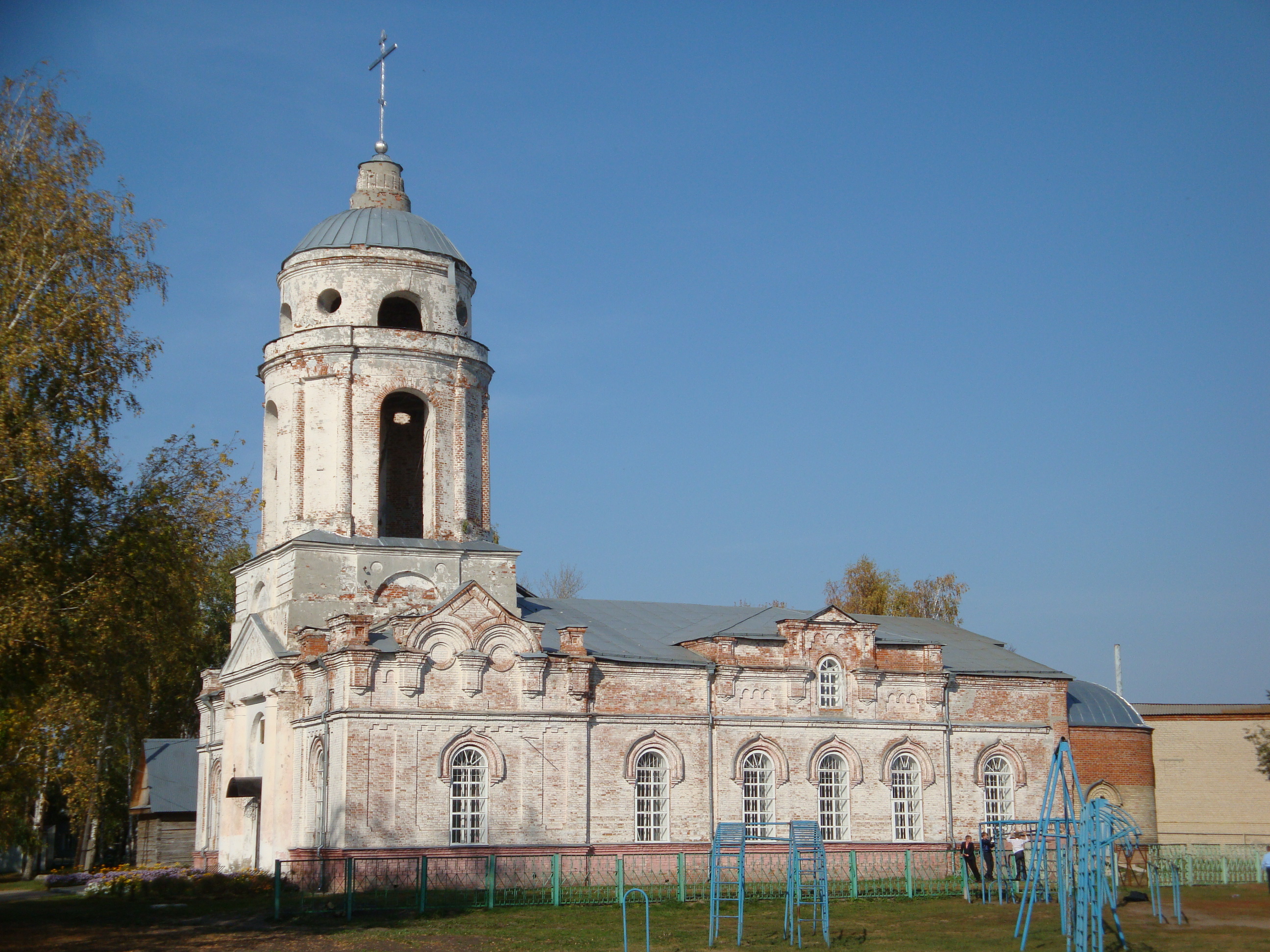
Покровский собор в Наровчате. Здесь А. А. Архангельский пел отроком в 1850-х годах

Родился в селе Старое Тезиково Наровчатского уезда
Пензенской губернии.
В 1850-х годах пел отроком в Покровском соборе в Наровчате. Этот собор также известен тем, что в 1870 году в нём был крещён земляк Архангельского — писатель А. И. Куприн, также родившийся в Наровчатском уезде. Здание собора сохранилось до наших дней и обладает статусом объекта культурного наследия.
Учился в Краснослободском духовном училище, затем в Пензенской духовной семинарии, где с 1862 года руководил архиерейским хором.
Был регентом в Пензе, затем в Петербурге. С 1872 года состоял в Петербургской певческой капелле. Преподавал пение в Александровском лицее. Организовал в 1880 в Петербурге смешанный хор, обладавший обширным репертуаром (обработки народных песен, хоровая классика, сочинения современных композиторов) и высокой музыкальной культурой. В практике церковного пения Архангельский сделал нововведения, заменив в церковных хорах детские голоса мальчиков на женские голоса. В области русской духовной музыки Архангельский возбудил интерес в обществе и музыкальном мире к русской песне, он переложил для хора много песен.
Написал две оригинальные литургии, всенощную и до 80 миниатюр, в том числе 11 Херувимских песен, 10 гимнов «Милость мира», 16 песнопений, употребляемых при богослужении вместо «причастных стихов». Среди ярких произведений стоит отметить его духовный концерт «Помышляю день страшный», отличающийся высоким драматизмом.
В 1908 году был председательствующим на первом съезде дирижёров в Москве.

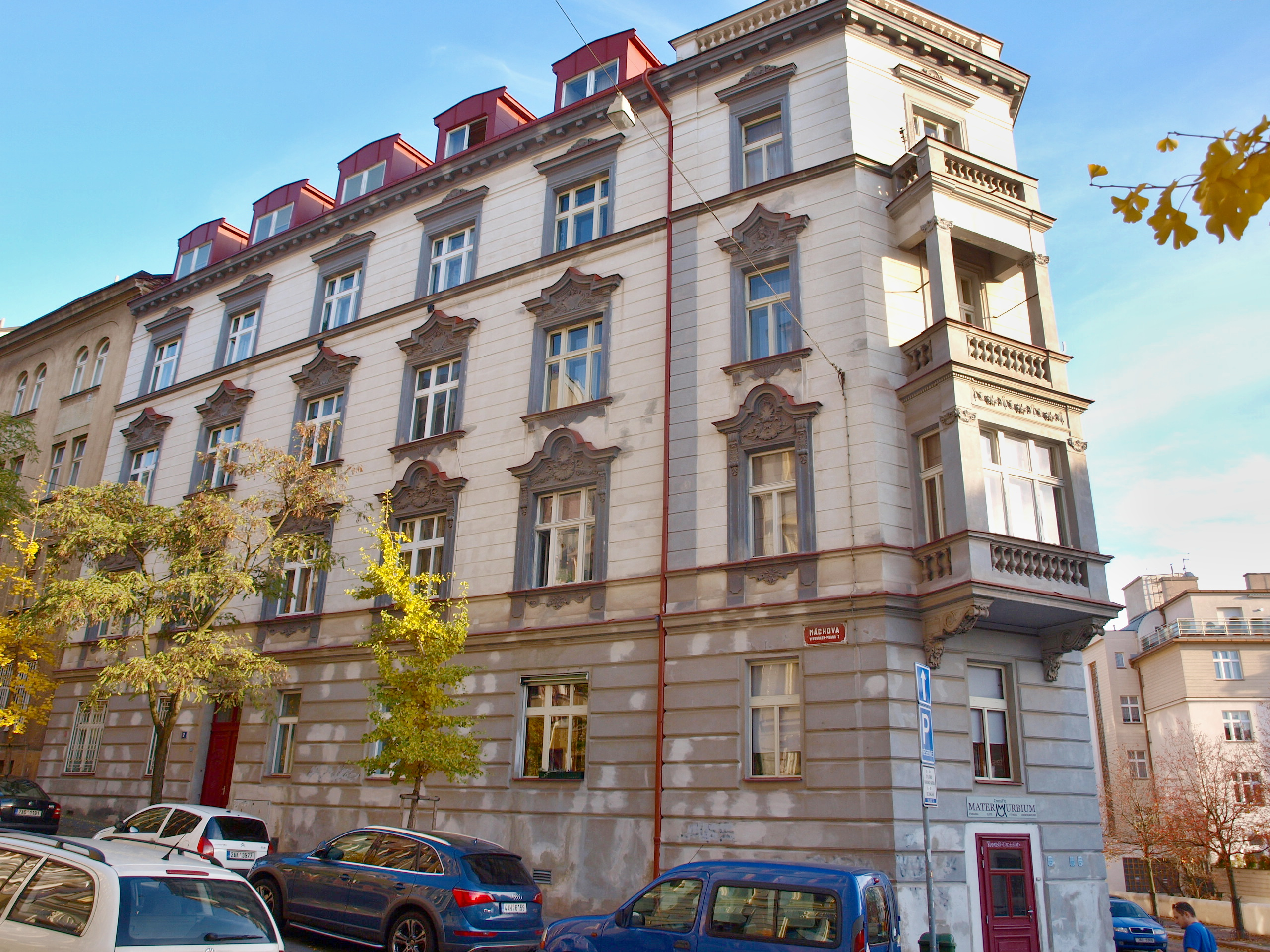
Дом в Праге, в котором умер Архангельский

В октябре 1921 г. в Петрограде отпраздновал 50-летие своей музыкальной деятельности, ему было присвоено звание Заслуженного артиста Республики.
Последние два года своей жизни прожил в Праге, где работал со студенческим хором.
Скончался 16 ноября 1924 года в доме в районе Винограды в Праге. На этом здании впоследствии была открыта мраморная мемориальная доска на чешском и русском языках.
Первоначально был похоронен в православной части Ольшанского кладбища в Праге, вблизи Храма Успения Пресвятой Богородицы. Впоследствии, по просьбе родственников и друзей в 1925 году его останки были перевезены в Ленинград и захоронены на Тихвинском кладбище, находящемся на территории Александро-Невской лавры.

## Адреса в Санкт-Петербурге
- 1891—1923 — Стремянная улица, 7[6].

## Увековечение памяти

Горельеф на здании Центра русской хоровой и вокальной культуры в Пензе

В 2002 году имя Архангельского было присвоено Пензенскому музыкальному училищу, после его реорганизации в колледж искусств обновлённый колледж имени не сохранил. В 2021 году колледж вновь вернул себе название училища имени Архангельского.
В 2003 году на здании Центра русской хоровой и вокальной культуры в Пензе была открыта мемориальная доска-горельеф Архангельскому (скульптор — Александр Хачатурян).
В 2019 году в Наровчате открыт музей Александра Архангельского.

## Галерея

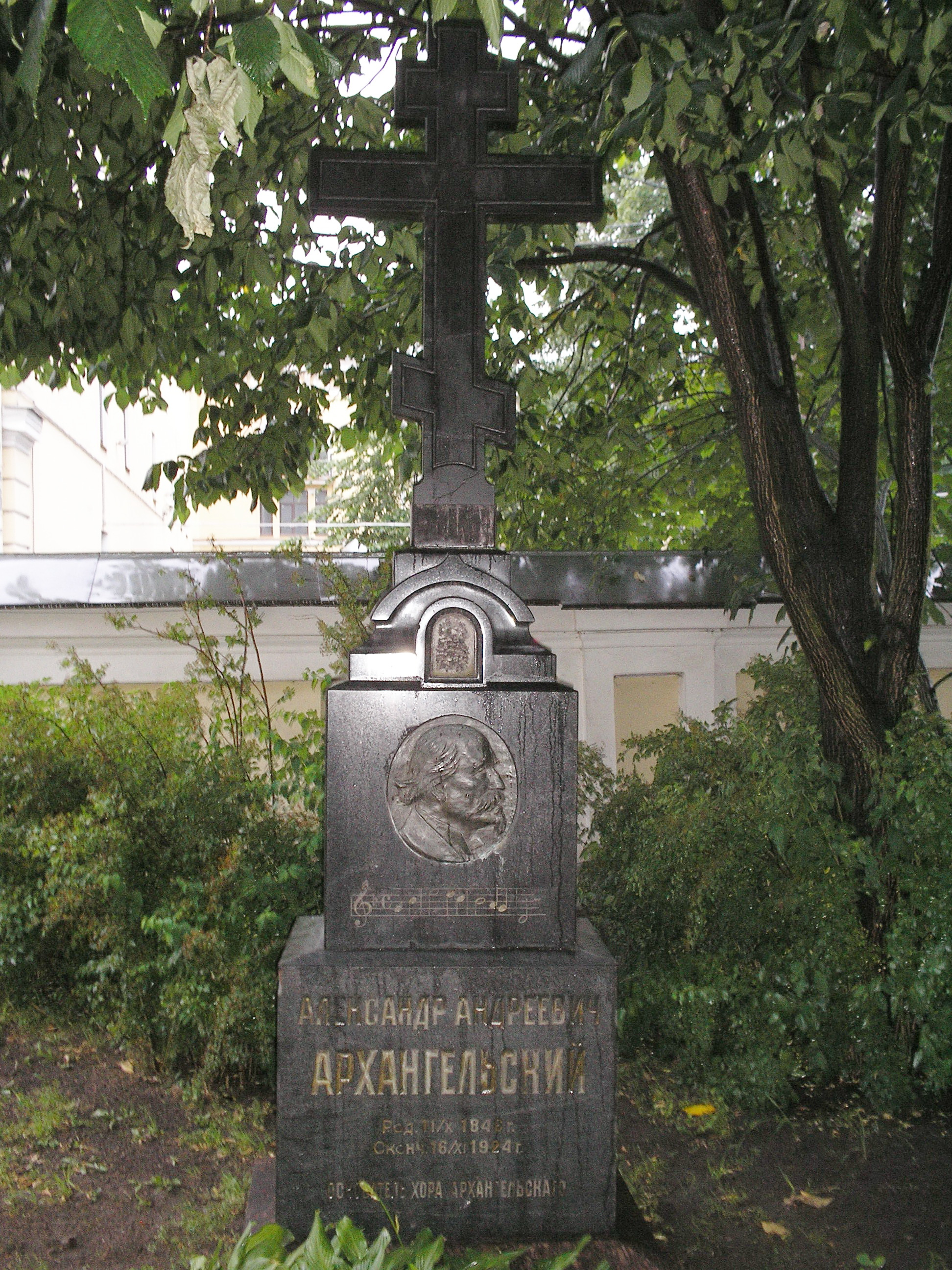
Могила А. А. Архангельского на Тихвинском кладбище в Александро-Невской лавре (Санкт-Петербург)
Музыкальный колледж имени А. А. Архангельского в Пензе